# Wapen van Kloosterburen

Het wapen van Kloosterburen

Het wapen van Kloosterburen werd op 12 april 1904 per Koninklijk Besluit door de Hoge Raad van Adel aan de Groninger gemeente Kloosterburen toegekend. Vanaf 1990 is het wapen niet langer als gemeentewapen in gebruik omdat de gemeente Kloosterburen opging in de gemeente Ulrum, die zich later in 1992 hernoemde in gemeente De Marne.

## Blazoenering
De blazoenering van het wapen luidt als volgt:
Doorsneden; I in azuur een kelk van zilver, waaruit eene slang opstijgt van hetzelfde; II gedeeld; a van keel; b in goud een dwarsbalk van azuur. Het schild gedekt met eene kroon van vijf bladeren.

## Verklaring
De slang met kelk is afkomstig van een zegel van een klooster in de gemeente, dat St. Johannes en een kelk met slang vertoonde. Het tweede deel is het wapen van de familie Tamminga. Deze wapen komt ook voor op de wapens van Marum en Roden. De wapen van de familie Tamminga komt overeen met die van familie van Ewsum. Hidde Tamminga trouwde met Mennecke van Ewsum, onder voorwaarde dat zijn kinderen de naam van Van Ewsum zouden aannemen. Mennecke was enig kind van haar geslacht en zo kon het geslacht Van Ewsum blijven bestaan. Het schild is gedekt met een markiezenkroon.

## Verwante wapens

Wapen van Marum
Wapen van Roden
Wapen Van Ewsum

Adorp
· Aduard
· Appingedam
· Baflo
· Bedum
· Beerta
· Bellingwedde
· Bellingwolde
· Bierum
· De Marne
· Delfzijl 
· Eemsmond
· Eenrum
· Ezinge
· Finsterwolde
· Grijpskerk
· Grootegast
· Haren
· Hefshuizen
· Hoogezand
· Hoogezand-Sappemeer
· Hoogkerk
· Kantens
· Kloosterburen
· Leek
· Leens
· Loppersum
· Marum
· Meeden
· Menterwolde
· Middelstum
· Midwolda
· Muntendam
· Nieuweschans
· Nieuwe Pekela
· Nieuwolda
· Noordbroek
· Noorddijk
· Oldehove
· Oldekerk
· Onstwedde
· Oosterbroek
· Oude Pekela
· Reiderland
· Sappemeer
· Scheemda
· Slochteren
· Stedum
· Ten Boer
· Termunten
· Uithuizen
· Uithuizermeeden
· Ulrum
· Usquert
· Vlagtwedde
· Warffum
· Wedde
· Wildervank
· Winschoten
· Winsum
· 't Zandt
· Zuidbroek
· Zuidhorn